# 그린란드컵
그린란드컵(그린란드어: Kalaallit Nunaat Imertarfik)우 그린란드 축구 협회가 관리하는 친선 축구 녹아웃 토너먼트였다. 그린란드 축구 국가대표팀 짧은 기간 동안 정규 경기를 펼쳤었다. 국가대표팀임에도 불구하고 그린란드는 그린란드 컵에서 우승하지 못했다. 1980년부터 1984년까지 총 세 토너먼트가 진행되었다.
당시 FIFA에 가입하지 않은 국가대표팀인 그린란드, 페로 제도, 아이슬란드 남자 국가 대표팀이 참가 했다. 페로 제도 와 아이슬란드는 토너먼트에서 우승한 유일한 팀이었다. 이후 양국은 UEFA와 FIFA 회원이 되었다.

## 같이 보기
- 그린란드 풋볼 챔피언십
- 축구 대회 목록
- 아일랜드 게임
- FIFI 와일드 컵